# Mauern
Mauern är en kommun och ort i Landkreis Freising i Regierungsbezirk Oberbayern i förbundslandet Bayern i Tyskland.
Kommunen ingår i kommunalförbundet Mauern tillsammans med kommunerna Gammelsdorf, Hörgertshausen och Wang.